# Kitui (distrikt)
00°22′00″N 38°1′00″Ø / 0.36667°N 38.01667°Ø
Kitui er et af Kenyas 71 administrative distrikter, og ligger i provinsen Østprovinsen (swahili: Mkoa wa Mashariki). Distriktet har et areal på 24.385 km2
og et indbyggertal på 1.136.187 (2019) indbyggere. Den administrative hovedstad er byen Kitui.